# So Many Times
So Many Times werd geschreven in 1939 door Jimmy Dorsey en Don De Vito. Het werd als een single uitgebracht door Jimmy Dorsey and His Orchestra, en werd een top 20 hit in de Amerika.
Jimmy Dorsey bracht het liedje uit bij Decca Records als een 78 single (2727A, matrix number 66083), en bereikte no. 20 in 1939 op Billboard. Het werd uitgebracht door Bregman, Vocco, and Conn, Inc.

## Andere opnames
So Many Times werd ook opgenomen door "Glenn Miller and his Orchestra" in 1939 en uitgebracht onder het RCA Bluebird label als 78 single (10438B, matrix number 042730). "Jack Teagarden and his Orchestra" namen het liedje op en brachten het uit onder het Columbia-label als single (35252, matrix number 26163-A). Tommy Dorsey and His Orchestra namen het ook op en gaven het uit bij Victor als single (26386, matrix number 042736).